# Nokia 1616
Nokia 1616 — доступний ультрабазовий GSM-мобільний телефон від Nokia, анонсований 4 листопада 2009 року та випущений у 2010 році для країн, що розвиваються, і бюджетних користувачів за рекомендованою ціною 24 євро без урахування податків і субсидій (без SIM-карти).
Основними функціями пристрою, не пов'язаними з телефоном, є ліхтарик у верхній частині пристрою та FM-радіо. Для роботи радіо потрібні гарнітура або навушники замість антени, і воно може працювати у фоновому режимі, таким чином забезпечуючи доступ до інших завдань телефону без необхідності його вимикати.

## Обладнання
Пристрій має кольоровий дисплей із захищеним від подряпин склом, пилозахисну клавіатуру та доступний у чорному, темно-сірому, темно-синьому та темно-червоному кольорах.
Крім телефону, акумулятора та компактного зарядного пристрою Nokia AC-3, в оригінальній упаковці також є стереогарнітура Nokia WH-102.

## Функціональність
Телефон на базі Series 30 підтримує кілька телефонних книг, а його пам'ять може вмістити до 500 контактів на додаток до кількості, запропонованої на SIM-картці. Кожному контакту можна призначити три номери телефону. Зберігання SMS до 250 повідомлень.
Інші функції включають голосовий годинник (доступний за допомогою кнопки * із символом годинника) у поєднанні з будильником, календарем, нагадуваннями, базовим калькулятором, конвертером, таймером і секундоміром, а також книгою витрат, схожою на електронну таблицю, для складання бюджету.

## Відгуки
Демієн Макферран із CNET UK похвалив телефон за пилонепроникну клавіатуру, FM-радіо та ліхтарик. Особливо відзначили гарний час автономної роботи, стандартний 3,5-мм роз'єм для навушників (попередні телефони Nokia використовували роз'єм 2,5 мм) і включення навушників в упаковку, на що Макферран зазначив, що це те, чого не було в упаковці бюджетних телефонів інших виробників.
У травні 2010 року в думці гостя, опублікованій у німецькому журналі t3n, швейцарський ІТ-автор Роман Ханхарт зважив плюси та мінуси наявності смартфона та простого телефону. Ханхарт порівняв жахливий час автономної роботи свого HTC Dream із SIM-карткою за 800 франків (на Android 1.5) і потребу бути онлайн за вимогою — із двотижневим часом автономної роботи на своїй Nokia 1616, яку він замовив загалом за 44 швейцарських франки із веб-магазину, а також його відчуття свободи з базовим телефоном, за допомогою якого він міг досягти бажаного рівня доступності, не турбуючись про те, що його телефон збирає інформацію на нього.
У липні 2010 року в порівняльному огляді бюджетних телефонів, опублікованому в російському тижневику «Аргументы и факты», Nokia 1616 посів перше місце, оскільки пропонував найкраще співвідношення ціни та якості. Було відзначено наявність кольорового дисплея в бюджетному телефоні, швидку реакцію інтерфейсу, гумову клавіатуру (захищає від пилу і випадкових крапель води), хорошу автономність і ліхтарик.

## Частка ринку та популярність
У 2010 році в Естонії Nokia 1616 був 10-м за популярністю телефоном для Tele2 і потрапив до чотирьох найпопулярніших телефонів Nokia на Elisa (1616 був четвертим згадуваним), причому телефони Nokia досягли найбільших продажів для Еліза. Його продавали в Elisa з передплаченою SIM-картою за 19,17 євро.
Станом на початок червня 2011 року Nokia 1616 був 4-м за популярністю телефоном без SIM-карти в Австрії, згідно з даними продавця електроніки Saturn .
У 2014 році Nokia 1616 посіла друге місце в списку найпопулярніших мобільних телефонів початкового рівня без передачі даних у Південній Африці за часткою використання, згідно зі статистичними даними Vodacom, великого оператора в регіоні.

## Моделі
Відомі субмоделі 1616-2, 1616-2b, 1616-2c (використовує діапазони частот США). Апарат виготовлявся в Індії.